# 일레인 조이스

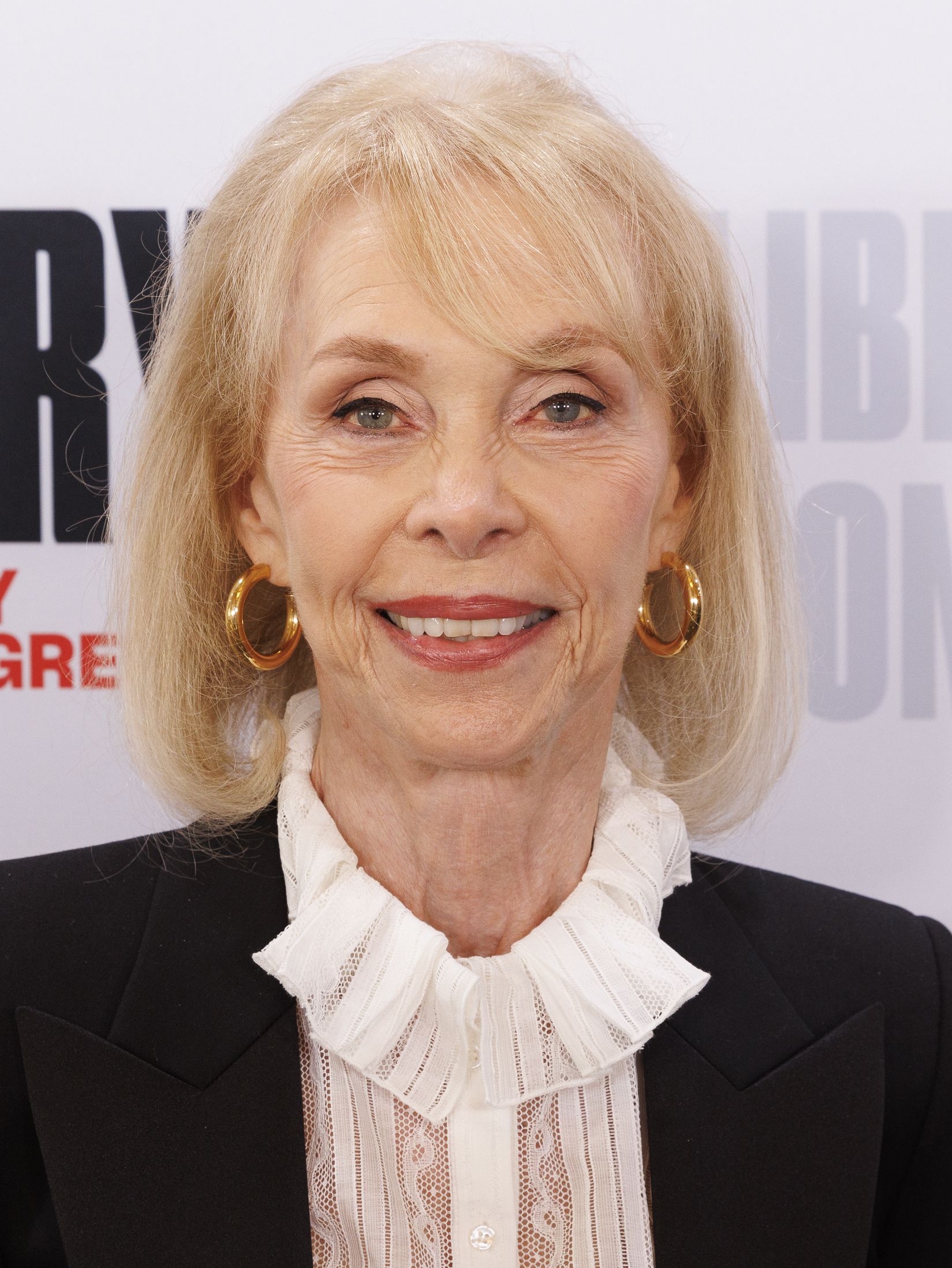

일레인 조이스(Elaine Joyce, 1945년 12월 19일 ~ )는 미국의 배우, 텔레비전 배우, 영화배우이다.
캔자스시티에서 태어났다.

## 영화
- 비버리힐즈의 아이들 (1990년)
- 후커와 스캐그 (1986년)
- 달리는 사이먼 (1981년)
- 지옥의 모텔 (1980년)
- 꿈꾸는 낙원 (1978년)
- 두 얼굴의 사나이 - 시리즈 (1978년)
- 사랑의 유람선 (1977년)
- 더 영 앤 더 레스트리스 (1973년)
- 서치 굿 프렌즈 (1971년)
- 하와이 5-0수사대 (1968년)
- 우리 생애 나날들 (1965년)